# Zoom!
Zoom! (Japans: ズーム!) is een computerspel dat werd ontwikkeld door Discovery Software. Het spel werd voor het eerste uitgebracht in 1988. Voor de Sega Mega Drive werd in Noord-Amerika (op 14 augustus 1989) en Japan (13 januari 1990) een versie uitgebracht.
Het spel bestaat uit zes hoofdstukken met elk zes levels. De speler bestuurt een personage, genaamd Zoomer, dat lijkt op een Pac-Man met armen en benen. Het doel is om over een 3D-platform voort te bewegen en zo vierkante figuren te vormen.

## Platforms
| Jaar | Platform                 |
| ---- | ------------------------ |
| 1988 | Amiga, Commodore 64, DOS |
| 1989 | Sega Mega Drive          |

## Ontvangst
| Beoordeeld door | Platform        | Datum            | Score |
| --------------- | --------------- | ---------------- | ----- |
| Zzap!           | Amiga           | november 1988    | 89%   |
| CU Amiga        | Amiga           | augustus 1988    | 80%   |
| HonestGamers    | Sega Mega Drive | 25 december 2008 | 60%   |
| Power Play      | Amiga           | juli 1988        | 60%   |
| Power Play      | Sega Mega Drive | april 1990       | 58%   |
| Sega-16.com     | Sega Mega Drive | 1 februari 2007  | 50%   |
| Micro News      | Sega Mega Drive | mei 1990         | 50%   |